# The Voice of Korea
The Voice of Korea là cuộc thi hát thực tế của Hàn Quốc và phiên bản địa phương của The Voice được phát sóng đầu tiên với tên gọi The Voice of Holland. Mùa đầu tiên của nó bắt đầu vào ngày 10 tháng 2 năm 2012 trên Mnet. Mùa thứ hai và cuối cùng bắt đầu vào ngày 22 tháng 2 năm 2013 trên cùng nền tảng. [1] Chương trình được khởi động lại đã được công bố vào tháng 2 năm 2020 và ra mắt vào ngày 29 tháng 5 năm 2020. [2]
Một trong những tiền đề quan trọng của chương trình là chất lượng của tài năng ca hát. Bốn huấn luyện viên, bản thân họ là những nghệ sĩ biểu diễn nổi tiếng, đào tạo những tài năng trong nhóm của họ và thỉnh thoảng biểu diễn cùng họ. Tài năng được lựa chọn trong các buổi thử giọng mù, nơi các huấn luyện viên không thể nhìn thấy, mà chỉ nghe thấy người thử giọng.

## Mùa 1 (2012)
Mùa đầu tiên của  Tiếng nói của Hàn Quốc  được tổ chức bởi Kim Jin-pyo, và bốn thành viên huấn luyện viên là Shin Seung-hun, Baek Ji-young, Kangta và Gil của Leessang. Người chiến thắng trong mùa đầu tiên là Son Seung-yeon, người được Shin Seung-hun cố vấn.

## Mùa 2 (2013)
Mùa thứ hai của  Tiếng nói của Hàn Quốc  được tổ chức bởi Kim Jin-pyo, và bốn thành viên huấn luyện viên là Shin Seung-hun, Baek Ji-young, Kangta và Gil của Leessang. Người chiến thắng trong mùa thứ hai là Lee Ye-Jun, người được Kangta cố vấn.